# 白石康介
白石 康介（しらいし こうすけ、1996年12月2日 - ）は、日本の俳優、声優。埼玉県出身。キャストコーポレーション所属。

## 経歴
- 2016年、朗読劇『雲は湧き、光あふれて』で俳優デビュー[1]。
- 2022年より、集英社×エイベックスによる“多”次元プロジェクト『Arcanamusica（アルカナムジカ）』渋吉陸玖 役として声優活動も開始した[2]。
- 2023年、「バクテン!! The Stage」にて舞台作品初主演を務める[3]。

## 人物
- 特技は空手（初段）、水泳（4年）、野球（3年）、歌、ドラム[1][4]。
- 野球好きで小学生のころから埼玉西武ライオンズのファン。たびたび試合を観戦しに行っている。特に栗山巧選手を応援しており「永遠の推し」「誰よりも憧れる人」と語っている[5]。
- 所属事務所の中で「歌が上手い人」といえば真っ先に名前が上がるほどの高い歌唱力を持つ。一方で、たびたび奇想天外な言動をする唯一無二の天然キャラとしても知られ、事務所の先輩である松田凌からは「キャストコーポレーションの最終兵器」とも言われている[6]。
- 4歳下の妹がいる。妹は英語が堪能だが白石本人は英語はさっぱり分からないとのこと[7]。互いに「尊敬している」と言い合うほど仲がよい。2024年6月にはマレーシアで働く妹に会うために画家である祖父と渡航した。
- 高校生のころは生徒会（副会長）と学級委員と軽音楽部とよさこい部をかけもちしており、さらに3年次からは芸能スクールにも通っていた[8]。当初は歌手志望だったが、そこで演技とダンスも併せて学ぶように勧められたことから俳優を志すようになった。
- 軽音楽部では2つのバンドをかけもちしており、ボーカルとドラムを担当していた[9]。ボーカルを担当していた方のバンドでギターを担当していたのが、現在ロックバンドAS I AMで活動しているYUKI（藤田幸大）であり[10]、今でも親友として名前が上がる。なお、公式ブログのタイトル「Soft Can Day」は、高校時代に組んでいたバンド名でもある[11]。
- 犬好きを公言しており、実家で飼われているトイプードルの“メイ”ちゃんの名前を冠した専用コーナーをファンクラブ内に設けている。過去にはチワワの“サスケ”、トイプードルの“アン”と暮らしていた[12]。

## 出演
※太文字は主演

### 舞台
2016年
- 朗読劇『雲は湧き、光あふれて』[13]
  - 3月30日 - 4月3日、紀伊國屋サザンシアター
- 『プリンス・オブ・ストライド THE LIVE STAGE』エピソード1 - 門脇歩 役[14]
  - 12月9日 - 14日、シアター1010
  - 12月23日 - 25日、森ノ宮ピロティホール

2017年
- 『プリンス・オブ・ストライド THE LIVE STAGE』エピソード2 - 門脇歩 役[15]
  - 4月22日 - 30日、シアター1010
  - 5月5日 - 7日、森ノ宮ピロティホール
- 『プリンス・オブ・ストライド THE LIVE STAGE』エピソード3 - 門脇歩 役[16]
  - 6月17日 - 25日、シアター1010
  - 6月30日 - 7月2日、森ノ宮ピロティホール
- 『プリンス・オブ・ストライド THE LIVE STAGE』エピソード4 - 門脇歩 役[17]
  - 8月14日 - 20日、シアター1010
  - 8月25日 - 27日、豊中市立文化芸術センター
- RICE on STAGE「ラブ米」〜Endless rice riot〜 - あきたこまち 役[18]
  - 11月17日 - 26日、品川プリンスホテル クラブeX

2018年
- RICE on STAGE「ラブ米」〜Festival in バレンタイン〜 - あきたこまち 役[19]
  - 2月14日 - 17日、品川プリンスホテル クラブeX
- RICE on STAGE「ラブ米」〜I’ll give you rice〜 - あきたこまち 役[20]
  - 4月21日 - 30日、品川プリンスホテル クラブeX
- 『プリンス・オブ・ストライド THE LIVE STAGE』エピソード5 - 門脇歩 役[21]
  - 5月31日 - 6月4日、シアター1010
  - 6月15日 - 17日、森ノ宮ピロティホール
- アニドルカラーズ！キュアステージ 〜シリウス学園編〜 - 冬弥要 役[22]
  - 6月30日 - 7月8日、シアターGロッソ
- イケメン革命◆アリスと恋の魔法 THE STAGE Episode 黒のキング レイ＝ブラックウェル - セス＝ハイド 役[23]
  - 9月6日 - 11日、全労済ホール/スペース・ゼロ
- 極上文學 第十三弾『こゝろ』 - 妻 役[24]
  - 12月13日 - 18日、紀伊國屋サザンシアター TAKASHIMAYA

2019年
- アニドルカラーズ！キュアステージ - 冬弥要 役[25]
  - 1月12日 - 20日、シアターGロッソ
- 舞台「夢王国と眠れる100人の王子様 On Stage」 - チェシャ猫 役[注 1]
  - 1月31日 - 2月3日、シアター1010
  - 2月7日 - 11日、品川プリンスホテル ステラボール
- MEMORY BOYS〜想い出を売る店〜 - ラルゴ 役[27]
  - 3月15日 - 6月18日、サンリオピューロランド フェアリーランドシアター
- 舞台「OZMAFIA!! sink into oblivion」 - アルファーニ 役[28]
  - 10月23日 - 27日、こくみん共済 coop ホール/スペース・ゼロ
- 演劇集団Z-Lion第11回公演『裏からGood Schoolへ』 - 藤井 役[29]
  - 11月20日 - 24日、シアターサンモール

2020年
- 27-7ORDER- - ヒビキ 役[30]
  - 2月9日 - 16日、天王洲 銀河劇場
  - 2月21日 - 3月1日、AiiA 2.5 Theater Kobe
- This is 大奥 - シキョウ 役[31]
  - 4月10日 - 11日、COOL JAPAN PARK OSAKA TTホール　※延期[注 2]
  - 4月15日 - 19日、ヒューリックホール東京　※延期[注 2]
- 東京印公演 vol.18『げんせんじゃ〜！』〜宝や旅館〜2020 - 有馬正 役[34]
  - 7月8日 - 12日、CBGKシブゲキ!!
- アニドルカラーズ！キュアステージ 〜シリウス学園編〜 - 冬弥要 役[35]
  - 8月27日 - 9月2日、シアター1010　※全公演中止[36]
- 舞台『CharadeManiacs』 - 凝部ソウタ 役[37]
  - 10月3日 - 11日、ラゾーナ川崎プラザソル
- RICE on STAGE「ラブ米」〜Rice will come again〜 - あきたこまち 役[38]
  - 11月19日 - 29日、品川プリンスホテル クラブeX

2021年
- アニドルカラーズ キュアステージ SHUFFLE REVUE - 冬弥要 役[39]
  - 2月10日 - 14日、シアター1010
- This is 大奥 - シキョウ 役[40]
  - 4月23日 - 25日、ヒューリックホール東京
  - 4月29日 - 30日、COOL JAPAN PARK OSAKA TTホール ※中止[41]
- アニドルカラーズ キュアステージ Clarity Showcase Live -Chapter０-  - 冬弥要 役[42]
  - 7月20日 - 22日、赤羽ReNY alpha
- LIVE STAGE「スケートリーディング☆スターズ」 - 窪田智之 役[43]
  - 10月22日 - 31日、品川プリンスホテル ステラボール
- ［Soft Boiled Theater-5］クリエイティブユニット【ソフトボイルド】『和道ノ阿修羅』 - 小吉小太郎 役[44][45]
  - 12月10日 - 12日、京都劇場

2022年
- アニドルカラーズ キュアステージ Clarity Live Chapter1 -Prisoner- - 冬弥要 役[46]
  - 4月8日 - 10日、赤羽ReNY alpha
  - 4月16日 - 17日、心斎橋SOMA
- アニドルカラーズ キュアステージ -Jump to the Future- - 冬弥要 役（映像出演）
  - 5月27日 - 31日、オルタナティブシアター
- ジュエルステージ「オンエア！」 - 雛瀬碧鳥 役[47]
  - 6月3日 - 12日、シアターGロッソ
- ミュージカル「DREAM!ing 〜Rainy Days〜」 - 虎澤一生 役[48]
  - 7月8日 - 18日、品川プリンスホテル ステラボール
- 進戯団 夢命クラシックス #26『Re:write→of』 ―最悪を書き直せ― - リンゴ 役[49]
  - 9月8日 - 11日、シアターサンモール
- STAGE FES 2022-2023 - あきたこまち 役[50]
  - 12月31日、TACHIKAWA STAGE GARDEN

2023年
- おねがいっパトロンさま！The Stage 〜ココロを詠え〜 - ねむる 役[51]
  - 1月26日 - 2月5日、新宿FACE
- ミラクル☆ステージ『サンリオ男子』 〜KIRAKIRA KANSAI PARADE #世界クロミ化計画〜 - 黄楊歩 役[52]
  - 3月24日 - 4月2日、AiiA 2.5 Theater Kobe
  - 4月7日 - 16日、品川プリンスホテル クラブeX [注 3]
- MANKAI STAGE『A3!』ACT2! 〜SPRING 2023〜 - タンジェリン 役（声のみ[注 4]）
  - 5月13日 - 21日、TACHIKAWA STAGE GARDEN
  - 5月27日・28日、AiiA 2.5 Theater Kobe
  - 6月2日 - 11日、TOKYO DOME CITY HALL
- ジュエルステージ「オンエア！」Unit Stories M×R×E[注 5] - 雛瀬碧鳥 役[55]
  - 7月15日 - 8月6日、品川プリンスホテル クラブeX
- ジュエルステージ「オンエア！」Unit Stories H×D - 雛瀬碧鳥 役[56]
  - 10月25日[注 6]、Mixalive TOKYO Theater Mixa
- バクテン!! The Stage - 双葉翔太郎 役[57]
  - 10月22日 - 29日、ニッショーホール（旧ヤクルトホール）
- Visual Reading Drama『ネット怪談×百物語』 - おーちゃん 役[58]
  - 12月8日 - 10日、新宿村LIVE

2024年
- 舞台『CharadeManiacs』再演[注 7] - 凝部ソウタ 役[59]
  - 1月11日 - 15日、ラゾーナ川崎プラザソル
- ミュージカル「DREAM!ing〜FUN!:C’est la vie〜」 - 虎澤一生 役[60]
  - 3月23日 - 30日、品川プリンスホテル ステラボール
- 劇団暴創族 第16回公演「ターミナルビル物語」 - 出雲崎佑馬 役[61]
  - 4月24日 - 28日、シアターサンモール
- 舞台「荒木町ラプソディー」 - 水戸部 役 [62]
  - 6月1日 - 9日、シアターX
- 舞台『夏空のモノローグ』 - 沢野井宗介 役[63]
  - 7月24日 - 29日、シアターサンモール
- 音楽朗読劇『千夜星霜〜商人アンヘルトの宴は砂に歌う〜』 - ジュド 役[64]
  - 8月21日 - 25日、あうるすぽっと
- 舞台「覇権DO!!〜戦国高校天下布武〜」 - サトシ 役[65]
  - 11月1日 - 5日、シアター・アルファ東京
- ミュージカル「DREAM!ing〜White Maze〜」 - 虎澤一生 役[66]
  - 12月14日 - 22日、飛行船シアター

2025年
- 舞台『拝啓、親愛なる魔法使いのあなたへ』
  - 1月29日 - 2月2日、六行会ホール
- MANKAI STAGE『A3!』ACT3! 2025 - 竺川葵士 役[67]
  - 4月18日 - 5月10日[注 8] 、KAAT神奈川芸術劇場 ホール
- 舞台「地獄の控室」 - シチリン 役[68]
  - 5月30日 - 6月8日、ザ・ポケット
- 『キューピット・パラサイト The Stage』再演 - 日替わりゲスト[69]
  - 7月24日[注 9]、ラゾーナ川崎プラザソル
- WaVe's 第9回公演「祭りのかけら」 - 日替わりゲスト
  - 8月1日[注 10]、ザ・ポケット
- 舞台『スタンドマイヒーローズ』 - 菅野夏樹 役[70]
  - 9月3日 - 14日、シアターサンモール
- 歌劇「千本桜〜令和間引刻〜」 - 大郷一臣 役[71]
  - 10月30日 - 11月3日、こくみん共済 coop ホール／スペース・ゼロ

### テレビ

#### ドラマ
- カコトミライト（2023年9月18日、関西テレビ） - 幸歳 役[72]

### 映画
- 国民の選択（2021年3月5日公開） [73]
- HiGH&LOW THE WORST X（2022年9月9日公開）[74]

### 声優活動

#### メディアミックスプロジェクト
- Arcanamusica（アルカナムジカ）（2022年2月22日 - 2025年3月31日） - 渋吉陸玖（シブキチ） 役[75]

#### ゲーム
- 戦国 A LIVE（2023年6月14日配信開始） - 服部半蔵 役[76]

ボイスドラマ
- 処方箋男子 Vol.9 青空大志（2024年10月4日発売） - 青空大志 役

### CM
- dTV（2015年）
- ポカリスエット（2015年）

### イベント

#### 個人イベント
- 白石康介バースデーイベント2023（2023年12月16日、STUDIO Y's）
- 白石康介ファンミーティング 夏〜夏休み最後の宿題編〜（2024年8月31日、STUDIO Y's）
- 白石康介ファンミーティング サマーリターンズ 〜熱い太陽に向かっていこうすけー！〜（2025年7月26日、STUDIO Y's）

#### ゲスト・他
2017年
- E.T.L vol.8〜ボクラのアジトでNATSU☆祭〜（2017年8月22日 - 25日、品川プリンスホテル クラブeX） - あきたこまち 役[77]
- コス☆メン フェスティバル Vol.17 〜Once in a blue moon〜（2017年9月24日、Zepp Divercity） - あきたこまち 役[78]
- RICE on STAGE「ラブ米」AGSスペシャルイベント 〜最近はやりの「ラブ米」って何？〜 ラブライスの素顔。〜アニメ、全部見せます！（2017年10月13日、アニメイトAKIBAガールズステーション）[79]
- プリンス・オブ・ストライド THE LIVE STAGE FAN MEETING 2017 -MEMORY OF SUMMER-（2017年9月30日 - 10月1日、シアター1010）
- アニメイトガールズフェスティバル2017 RICE on STAGE「ラブ米」×アイドルステージ（2017年11月3日、東京総合美容専門学校マルチホール） - あきたこまち 役[78]

2018年
- RICE on STAGE「ラブ米」アニメイトスペシャルイベント 〜お米のつどい〜 感謝祭ハーベストショーをもう一度グルメと美味しくいただこう！（2018年1月30日、アニメイト池袋本店）
- 秋の大収穫祭！RICE on STAGE「ラブ米」〜I’ll give you rice〜 DVD出荷記念早炊き応援上映会！（2018年9月30日、アニメイト新宿店）
- 極上文學イベント「極上文學」ないと。（2018年10月7日、阿佐ヶ谷ロフトA）[80]
- 極上文學『こゝろ』〜序〜（2018年11月10日、新宿ロフトプラスワン）[80]
- 山中健太・翔太ファンツアー 双子お泊りツアー in 伊東（2018年11月17日 - 18日）

2019年
- 舞台『アニドルカラーズ！キュアステージ〜シリウス学園編〜』DVD完成イベント（2019年1月5日、ニッショーホール）
- 「MEMORY BOYS〜想い出を売る店〜」1st Anniversary Event（2019年8月11日、サンリオピューロランド）
- 舞台「OZMAFIA!! Sink into oblivion」キックオフイベント（2019年9月7日、ベルサール六本木）

2021年
- RICE on STAGE「ラブ米」〜Rice will come〜（2021年11月20日、品川プリンスホテル クラブeX） - アフタートークゲスト[81]
- 舞台「Clarity Showcase Live -Chapter0-」Blu-ray完成披露上映会（2021年12月18日、ユナイテッド・シネマ アクアシティお台場）[82]

2022年
- 「2.5次元大上映祭 2022」〜RICE on STAGE「ラブ米」〜（2022年8月13日、AiiA 2.5 Theater Kobe） - トークショーゲスト[83]
- ちょいミーリアルイベント「ガチャトーーク」（2022年10月8日、新宿FACE）[84]
- 上仁樹誕生祭〜恋草浪漫〜（2022年11月5日、R’sアートコート） - ゲストMC
- アニメイトガールズフェスティバル2022 Arcanamusica AGF SPECIAL STAGE（2022年11月6日、としま区民センター多目的ホール）[85]
- ジュエルステージ「オンエア！」Unit Story side Prid's（2022年11月16日、Mixalive TOKYO Theater Mixa） - アフタートークゲスト[86]
- 松田凌 10th ANNIVERSARY イベント（2022年11月20日、ニッショーホール（旧ヤクルトホール））
- 写真展「うたう！役者100人展！！」（2022年12月23日 - 27日・2023年1月4日 - 9日、東京芸術劇場 ギャラリー2・アトリエウエスト ／ 2023年1月31日 - 2月5日、同時代ギャラリー ギャラリー・ギャラリービス・コラージュブリュス）[87]

2023年
- Arcanamusica 1stアルバム 『SPREAD』発売記念リリースイベント（2023年2月23日、TOWERminiダイバーシティ東京 プラザ店 2F フェスティバル広場 ／ 2023年2月24日、タワーレコード渋谷店 B1F CUTUP STUDIO ／ 2023年2月26日、タワーレコード錦糸町パルコ店 5F）
- AnimeJapan 2023（2023年3月25日・26日、東京ビッグサイト） - コメント出演
- 山﨑玲央生誕祭2023『謙虚と感謝』（2023年6月3日、THE GLEE）
- 赤間頼依バースデーイベント2023-初パーティーでもしようか！-（2023年8月20日、中野シアターかざあな）
- ミラクル☆ステージ『サンリオ男子』〜KIRA KIRA KANSHA祭〜（2023年8月28日、animate hall BLACK）
- アニメイトガールズフェスティバル2023 Arcanamusica AGF SPECIAL STAGE（2023年11月3日、サンシャインシティ 噴水広場）
- 結城伽寿也 30th Birthday Event（2023年11月23日、LOFT9 Shibuya）[88]
- バクテン!! The Stage in 岩沼（2023年12月17日、岩沼市民会館）[89]

2024年
- 舞台『CharadeManiacs』プレイベント（2024年1月6日、ラゾーナ川崎プラザソル）
- 中島拓人 Official FC 赤ちょうちん「拓」2024年も元気に開店！！あけおめイベント（2024年1月20日、STUDIO 空中酒場）[90]
- THEATER GAME LEAGUE（2024年2月4日、シアター代官山）
- Arcanamusica Wシングルリリース&アルムジ2周年記念イベント（2024年2月25日、タワーレコード池袋店）
- 三原大樹 27th Birthday Event（2024年3月10日、参宮橋トランスミッション）
- 優良会員限定サロン vol.10〜生誕祭〜（2024年4月21日、ブルースクエア四谷）
- acoFESプレゼンツ！！！『俳優×芸人＝どうなりますかライブ！？vol.12』（2024年5月5日、代々木ミューズ音楽院本館ホール）
- 「処方箋男子 Vol.9 青空大志」リリース記念イベント（2024年10月5日、高円寺スタジオK）

2025年
- ネルケプランニング30th ANNIVERSARY『ネルフェス2024』後夜祭！（2025年1月25日、TOKYO DOME CITY HALL） - あきたこまち 役
- 俺が初めてスパイだと疑われた日Ep.7（2025年6月14日、高円寺スタジオK）
- THEATER GAME LEAGUE（2025年6月22日、シアター代官山）
- 四谷ハシャギバ！（2025年7月16日、ブルースクエア四谷）
- 暑いね！暑いね！もっも熱く語ろうぜ！！（2025年7月20日、代々木ミューズ音楽院本館ホール）
- 舞台『夏空のモノローグ』オーディオコメンタリーイベント（2025年7月29日、イオンシネマ板橋）
- ミュージカル「DREAM!ing〜After Party〜」（2025年8月9日、ニッショーホール）
- コントやろうぜ！第2弾（2025年8月15日 - 16日、ブルースクエア四谷）

### ラジオ
- USEN放送「舞台やろうっ！another side」（2021年12月 -2022年1月、USEN放送 C-43ch）
- 痛快☆乙女ゲーム通信（2024年7月6日、FM西東京）[91]

### Web配信
レギュラー
- キャスコハウス（ニコニコチャンネル） - 不定期出演

単発・ゲスト
- 舞台「OZMAFIA!! Sink into oblivion」本番直前特別番組（2019年10月17日、ニコニコ生放送）
- キュアステファンミ 〜目指せ、シリウスの頂点！全員集合SP〜（2020年8月29日、ZAIKO）[92]
- 舞台「アニドルカラーズ キュアステージSHUFFLE REVUE」キャストと楽しむ振り返り上映会（2021年4月17日、ZAIKO）[93]
- キュアステオンライン打ち上げ（2021年5月8日、YouTube）[94]
- 舞台「アニドルカラーズ キュアステージ」デジタルサイン会（2021年6月12日、YouTube）[95]
- 上仁樹のアニドルch・Clarity稽古場潜入（2021年7月18日、ニコニコ動画）
- 舞台「アニドルカラーズ キュアステージSHUFFLE REVUE」DVD発売記念 集え！キュアステカンパニー〜頂点は誰の手に！？秋まつり対決SP〜（2021年9月18日、ZAIKO）
- 第13回たぐコミュ人狼（2021年12月26日、YouTube）
- Clarity稽古場生配信（2022年4月1日 -7日、Twitter）
- ミュージカル「DREAM!ing」ペア対談企画 vol.6（2022年5月29日、YouTube）
- Dミュ稽古場よりお届けするインスタライブ「#東雲通信」（2022年6月14日、Instagram）
- DミュRD上演記念　ミュージカル『DREAM!ing』ビジュアルコメンタリー生配信（2022年6月15日、360Channel）
- 橋本祥平＆川隅美慎 HEY-B PARTY（2022年7月20日、ニコニコチャンネル）
- 進戯団 夢命クラシックス ケイコバ体感企画『CRUISE!』（2022年9月3日、ツイキャス）
- STAGE FES 2022-2023「ステフェス前夜祭」（2022年12月30日、ニコニコ生放送）[96]
- Arcanamusica 1stアルバム 『SPREAD』発売記念 オンライントークイベント（2023年2月14日、YouTube）[97]
- ジュエルステージ「オンエア！」Unit Stories M×R×E 開幕前特番（2023年6月23日、ニコニコ生放送）[98]
- バクテン!! The Stage 稽古場スペース配信（2023年10月9日、X）
- バクテン!! The Stage 公演直前LIVE配信（2023年10月18日、YouTube）
- DミュFC稽古場インスタライブ『痛快！ナイト生徒会』Dミュ出張版（2024年2月19日、Instagram）
- ミュージカル「DREAM!ing〜White Maze〜」稽古場インスタライブ『東雲通信』#3（2024年12月2日、Instagram）
- 太陽の宇宙チャンネル#27（2025年5月15日、ニコニコ生放送）

## ディスコグラフィ

### キャラクターソング
『アニドルカラーズ！キュアステージ』 - 冬弥要 役
| リリース日 | リリース日 | タイトル                | アーティスト                  | 参加楽曲                                                                           | 規格品番  |
| ---------- | ---------- | ----------------------- | ----------------------------- | ---------------------------------------------------------------------------------- | --------- |
| 2021年     | 2月10日    | Keep On                 | Clarity（fromキュアステージ） | - Keep On - Starry Stories                                                         | VOLAC0016 |
| 2021年     | 2月15日    | Keep On Solo collection | 同上                          | - Keep On（冬弥要[CV:白石康介] ver.） - Starry Stories（冬弥要[CV:白石康介] ver.） | VOLAC0018 |
| 2022年     | 2月14日    | Movin’on                | 同上                          | - Movin’on - TEMPTATION'S KISS - Movin’on（冬弥要[CV:白石康介] ver.）              | VOLAC0025 |
| 2022年     | 4月8日     | Naked desire / My Girl  | 同上                          | - Naked desire - My Girl                                                           | VOLAC0026 |

『Arcanamusica（アルカナムジカ）』 - 渋吉陸玖（シブキチ） 役
CD
| 販売形式 | 発売日         | CDタイトル                           | 形態           | 規格        | 規格品番                 | 備考 |
| -------- | -------------- | ------------------------------------ | -------------- | ----------- | ------------------------ | --- |
| アルバム | 20233年2月22日 | SPREAD                               | 初回生産限定盤 | CD＋Blu-ray | AVCD-63406               | |
| アルバム | 20233年2月22日 | SPREAD                               | 通常盤         | CD          | AVCD-63407               | MV配信済みの楽曲に加え、以下のトラックに参加 - 17.Voice Drama “シブキチ&レッジェ” - 18.Sin-Lie - 21.Voice Drama “All members”                                                                                 |
| シングル | 2024年2月14日  | イケてるBuddy!!!! / いつか晴れた日に | Type-A 〜 F    | CD          | AVCD-61405 〜 AVCD-61410 | 全Type共通のトラック1に加え、以下のトラックに参加 Type-A - 3.イケてるBuddy!!!!（シブキチカラオケ） - 4.ボイスA ＊シブキチ（CV.白石康介） Type-C - 4.ボイスC ＊シブキチ（CV.白石康介）&タイガー（CV.小野友樹） |

ミュージックビデオ・リリックビデオ
| 公開日 | 公開日  | 曲名                  | アーティスト                                     | 作詞                | 作曲                | MV制作      |
| ------ | ------- | --------------------- | ------------------------------------------------ | ------------------- | ------------------- | ----------- |
| 2022年 | 4月13日 | You are my friend!    | シブキチ（CV.白石康介）                          | キノシタ            | キノシタ            | MONO-Devoid |
| 2022年 | 4月19日 | Are you my friend...? | 同上                                             | キノシタ            | キノシタ            | MONO-Devoid |
| 2022年 | 9月17日 | invisible world       | 同上                                             | ケンカイヨシ 志島凪 | ケンカイヨシ YAMAAD | アカイユウ  |
| 2023年 | 11月4日 | Sin-Lie               | シブキチ（CV.白石康介）＆レッジェ（CV.幡野智宏） | シンナイコウジ      | シンナイコウジ      | -           |
| 2024年 | 2月21日 | イケてるBuddy!!!!     | シブキチ（CV.白石康介）&タイガー（CV.小野友樹）  | 要田健              | 要田健              | こんぶ      |